# Tabatha Cash
Tabatha Cash (Saint Denis, 27 de dezembro de 1973) é uma atriz pornografica francesa que atuou em mais de 50 filmes pornôs durante a década de 1990.
Fora do mundo pornográfico, ela já trabalhou como apresentadora da rádio SkyRock na França e no filme Raï interpretando a atriz principal, uma jovem argelina.
Afirmou por um tempo ser filha de uma mãe italiana com um pai vietnamita e depois disse ser italiana e japonesa. Cresceu num conjunto habitacional em Massy.

## Filmografia
- Rearended And Retro (2014)
- Lezzy Lick Hers (2013)
- Crush That Ass 3 (2005)
- Dirty Debutantes: Best Scenes 7 (2004)
- Jenna Loves Felecia (2003)
- Downtown Very Brown (2002)
- Bad Hair Day (2001)
- Chez Twat (2001)
- The Best by Private 16: Cumshot De Luxe 2 (1999)
- Sodomania: Director's Cut Classics 2 (1999)
- The Best by Private 4: Cumshot De Luxe (1998)
- Foreign Fucks and Sucks (1998)
- Creme De Femme: The Video Series (1996)
- Deep Inside Brittany O'Connell (1996)
- Diario di Milly, Il (1996)
- Private Gold 2: Friends in Sex (1996)
- Tabatha and Her Friends (1996)
- Wacky World of Ed Powers (1996)
- Magique Emmanuelle (1995)
- Parfum d'Emmanuelle, Le (1995)
- Amour d'Emmanuelle, L' (1995)
- Marco Polo: La storia mai raccontata (1995)
- Emmanuelle à Venise (1995)
- Revanche d'Emmanuelle, La (1995)
- Éternelle Emmanuelle (1995)
- Secret d'Emmanuelle, Le (1995)
- Raï (1995) .... Sahlia
- Anal Maniacs 3 (1995)
- Bustin' Out My Best Anal (1995)
- The Erotic Adventures of Aladdin X (1995)
- Esclaves au harem (1995)
- Nasty Girls 6 (1995)
- Olympus of Lust (1994) (as Celine)
- Seymore Butts Goes Nuts (1994)
- Sodomania: The Baddest of the Best (1994)
- Up and Cummers : The Movie (1994)
- Les Visiteuses (1994)
- Adolescenza perversa (1993)
- Anal Delights 3 (1993)
- The Anal-Europe Series 3: The Museum of the Living Art (1993)
- The Anal-Europe Series 4: Anal Recall (1993)
- The Anal-Europe Series 5: Anal European Vacation (1993)
- Animal Instinct (1993)
- Booty Sister (1993)
- Casanova (1993)